# Émilie Tronche
Émilie Tronche   (28 de maig de 1996) és una animadora i guionista francesa. És coneguda sobretot per la sèrie de televisió Samuel d'Arte i emesa en català pel canal SX3. El maig de 2024 al 77è Festival Internacional de Cinema de Canes, Émilie Tronche i la seva productora van rebre el premi Pierre Chevalier.

## Trajectòria
Després del fer el batxillerat, Émilie Tronche es va matricular l'any 2014 a l'escola d'art i animació Atelier de Sèvres abans de continuar formant-se en cinema d'animació a l'École des métiers du cinéma d'animation d'Angulema del 2015 al 2019, on va dirigir el curtmetratge de fi d'estudis Tour de main. Després d'acabar els estudis va participar en la col·lecció de curtmetratges anomenada En sortant de l'école, que ofereix als joves directors graduats en escoles d'animació l'oportunitat de realitzar el seu primer curtmetratge inspirat en un poema de la seva elecció (cada any una nova col·lecció està dedicada a un autor concret). Tronche va realitzar el seu primer curtmetratge en condicions de producció reals adaptant el poema «Promenade sentimentales» de Paul Verlaine.
Després de 5 mesos de producció d'aquest curtmetratge a l'estudi d'animació Incroyable Studio de Nantes, Tronche va aprofitar l'equip de l'estudi per a fer un curtmetratge en 5 dies. Així va néixer un primer curtmetratge amb el personatge de Samuel, un nen de 10 anys que relata moments de la vida en primera persona mentre escriu el seu diari. Tronche va mostrar aquest treball inicial el juny de 2020 a Instagram i Facebook seguit de 3 capítols més. Quan va descobrir aquest primer curtmetratge a internet, el productor Daniel Megherbi va suggerir-li de desenvolupar les aventures del personatge per a una websèrie. Així va néixer la sèrie Samuel, emesa pel canal Arte al seu lloc web arte.tv a partir del 8 de març de 2024 i també als seus comptes de TikTok i Instagram. Amb més de 25 milions de visualitzacions acumulades en dos mesos d'emissió, la sèrie es va consolidar com un èxit de crítica i públic i un fenomen generacional.

## Filmografia

### Curtmetratges
- 2019: Tour de main
- 2020: Promenades sentimentales

### Websèrie
- 2024: Samuel